# Municipio de Balsam (condado de Aitkin)
El municipio de Balsam (en inglés: Balsam Township) es un municipio ubicado en el condado de Aitkin en el estado estadounidense de Minnesota. En el año 2010 tenía una población de 42 habitantes y una densidad poblacional de 0,44 personas por km².

## Geografía
El municipio de Balsam se encuentra ubicado en las coordenadas 46°48′50″N 93°6′3″O / 46.81389, -93.10083. Según la Oficina del Censo de los Estados Unidos, el municipio tiene una superficie total de 95.18 km², de la cual 93,3 km² corresponden a tierra firme y (1,97 %) 1,88 km² es agua.

## Demografía
Según el censo de 2010, había 42 personas residiendo en el municipio de Balsam. La densidad de población era de 0,44 hab./km². De los 42 habitantes, el municipio de Balsam estaba compuesto por el 97,62 % blancos y el 2,38 % eran de una mezcla de razas. Del total de la población el 0 % eran hispanos o latinos de cualquier raza.